# Adenia bequaertii
Adenia bequaertii là một loài thực vật có hoa trong họ Lạc tiên. Loài này được Robyns & Lawalrée mô tả khoa học đầu tiên năm 1947.